# Dam (brætspil)
 For alternative betydninger, se Dam (flertydig). (Se også artikler, som begynder med Dam)
Dam (af fransk jeu de dames) er et taktisk brætspil der spilles på et skakbræt (8×8 felter) eller på et bræt med 10×10 felter. Kun den ene farve felter benyttes, og der rykkes diagonalt som med en løber i skak. Der findes en lang række forskellige regelsæt. Fælles for dem alle er, at man starter med 12 eller 20 brikker afhængigt af brætstørrelse. Målet er nu at slå modstanderens brikker ved at hoppe over dem. Til hjælp til dette kan man få ophøjet sine brikker til dammer ved at bringe dem til modstanderens baglinje. En dam har, alt efter hvilke regler man spiller efter, forskellige fordele. Den væsentligste er, at en dam kan foretage længere hop end en almindelig briks et-skridts hop.
Det tætteste man kommer på officielle regler er dem, man spiller med i Rusland og Holland. Her er der turneringer og rating ligesom i skak, og der afholdes verdensmesterskab.
Dam på 64 felter er i moderne tid analyseret til bunds, og det er bevist, at ved optimalt spil fra begge sider vil spillet altid ende uafgjort. Ved mesterskaber spilles der derfor med 10x10 felter, hvorved spillets kompleksitet (i hvert fald indtil videre) er forøget tilstrækkeligt. Dam på 64 felter er dog også tilstrækkeligt kompliceret til at kunne spilles med varierende udfald af almindelige spillere.
Damspil sælges gerne kombineret med mølle, således at brættet har dam på den ene side og mølle på den anden. Man bruger de samme brikker.